# Eublemma amasina
Eublemma amasina is een vlinder uit de familie van de spinneruilen (Erebidae). De wetenschappelijke naam van deze soort is voor het eerst voorgesteld als Anthophia amasina door Eduard Friedrich Eversmann in een publicatie uit 1842.
De soort komt voor in Europees Rusland, Siberië, China, Korea en Japan.